# Bivacco Carlo Valli
Il bivacco Carlo Valli è un bivacco alpino situato nel comune di Novate Mezzola (SO), in val Codera (località Alpe Arnasca), nelle Prealpi lombarde a 1.940 m s.l.m. .

## Storia
Il primo bivacco fu edificato nel 1946 e successivamente ristrutturato nel 1998. La struttura si presenta in lamiera e colorata di rosso.

## Caratteristiche e informazioni
Il bivacco ha la capienza di 9 posti letto, ed è incustodito. La manutenzione è affidata al CAI di Como.
Si segnala la presenza di acqua potabile nelle vicinanze.

## Accessi
Da Novate Mezzola, località Mezzolpiano, si imbocca il sentiero per la val Codera da cui si prosegue per Bresciadega e per il rifugio Brasca. Prima del Brasca, si devia a destra in val Spassato verso il passo del Ligoncio e si prosegue fino a giungere al bivacco.

## Ascensioni
- Cime settentrionale di Gaiazzo
- Cime meridionale di Gaiazzo
- Punta Bresciadega
- Punta Bonazzola
- Pizzo Ligoncio

## Traversate
Al rifugio Volta per la Bocchetta di Spassato. Al rifugio Omio attraverso il passo Ligoncio.

## Curiosità
Il bivacco è posto alla base di un gigantesco monolite detto "Sass Carlasc".